# FK Mjølner
FK Mjølner is een Noorse voetbalclub uit de stad Narvik, gelegen in het uiterste noorden van de provincie Nordland. De club werd in het jaar 1932 opgericht na een fusie tussen Støa Mjølner en King Mjølner. Hierin verwijst de naam Mjølner naar een figuur in de Noordse mythologie. De clubkleuren zijn rood-wit en het vlaggenschip speelt op het derde niveau van Noorwegen: de 2. divisjon. 

## Geschiedenis
De naam Mjølner werd tot en met 1994 behouden, daarna fuseerde de club met de lokale rivaal FK Narvik/Tor. De naam werd gewijzigd naar Mjølner-Narvik. In februari 2005 werd besloten om de naam terug te draaien naar de huidige. 
FK Mjølner is een oude voetbalgrootheid uit Noorwegen. Het is de eerste club uit de regio Noord-Noorwegen geweest die mocht deelnemen aan de Eliteserien in 1972. Het degradeerde na een jaar weer naar het tweede niveau. Echter, in 1989, kon men toch terugkeren op het hoogste niveau. In dat seizoen trof de club ook een Noord-Noorse tegenstander namens Tromsø IL. Opnieuw degradeerden de rood-witten na een jaar.
Vanaf toen bivakkeerde Mjølner tussen het tweede en vierde voetbalniveau. In het seizoen 2017 werd men kampioen in groep 6 van de 3. divisjon, waardoor men promotie afdwong naar de 2. divisjon, het derde niveau. In 2019 degradeerde Mjølner weer naar de 3. divisjon.